# Гражданская идентичность
Гражда́нская иденти́чность (также государственно-гражданская идентичность, национально-гражданская идентичность) — индивидуальное чувство принадлежащее к общности граждан конкретного государства, позволяющее гражданской общности действовать в качестве коллективного субъекта.

## Связь с национальной идентичностью
В мононациональном государстве (или при подходе к нации как к согражданству) гражданская идентичность эквивалентна национальной идентичности.
При традиционном в русском языке подходе к нации как этапу развития этноса, понятия национальной и гражданской идентичности не эквивалентны и могут поддерживать друг друга для представителей титульных народов и находиться в противостоянии для нетитульных.

## Гражданская идентичность как составляющая социальной идентичности
Гражданская идентичность личности является одной из составляющих социальной идентичности и отражает представления личности о принадлежности к государственному образованию, структурам гражданского общества, а также к представлениям о самих образованиях и структурах, их оценки индивидом и его право выбора, оставаться в их составе или их покинуть. В свою очередь социальная идентичность личности является переживанием и осознанием индивидом своей причастности к социуму, что может выражаться в различных видах идентичности личности. В процессе становления личности вместе с ней, формируются и другие виды социальной идентичности, такие как: половая, возрастная, этническая, гендерная, религиозная, профессиональная, политическая и другие.

## Формирование гражданской идентичности
В 2019 году Министерством просвещения Российской Федерации на базе РГУ им. А. Н. Косыгина был запущен проект «Информационное и методическое сопровождение формирования гражданской идентичности в воспитательно-образовательном пространстве современной школы». Цель проекта — разработка методов системной информационной и методической поддержки школьных педагогов в формировании гражданской идентичности у учащихся.

## Значение гражданской идентичности
Понятие гражданская идентичность, по своей сути, относится как к индивидууму, так и к обществу и к государству в целом. Её наличие или отсутствие играют определённую роль для всех этих компонент. По определению Президента РФ Путина, для развития России необходимы не только экономические успехи и компетентное управление страной, но и гражданская идентичность общества. Известный российский этнолог В. А. Тишков придавал особое значение гражданской идентичности в разрезе этнической и конфессиональной составляющих. По мнению автора социального проекта «Ковчег» Сергея Медведева, гражданская идентичность не ограничивается территорией и не характеризуется принадлежностью индивида к какому-либо государству, что позволяет человеку ощущать себя нераздельной частью общества находясь длительное время за его пределами. Зигмунд Фрейд видел разное значение идентичности для человека и для общества. В своих предположениях он исходил из того, что человек сам по себе и человек в массе — разные явления, индивидуальная идентичность зависит от «эго», групповая — от целого ряда факторов: географических, исторических, материальных.